# Anne Blunt
Pour les articles homonymes, voir Blunt.
Anne Isabelle Noel Blunt, 15e baronne Wentworth, née King-Noël (née le 22 septembre 1837, morte le 15 décembre 1917), connue généralement sous le nom de Lady Anne Blunt, a été cofondatrice, avec son mari, le poète Wilfrid Scawen Blunt, du Crabbet Arabian Stud. Le couple s'est marié le 8 juin 1869, et à la fin des années 1870, a beaucoup voyagé en Arabie et au Moyen-Orient. Ils ont acheté des chevaux arabes aux tribus bédouines et à l'égyptien Sherif Ali Pacha. Parmi les grands chevaux ramenés en Angleterre, on compte Azrek, Dajania, Reine de Saba, Rodania, et le renommé étalon Ali Pacha Shérif Mesaoud. Aujourd'hui, la majorité des chevaux pur-sang arabes remontent à un ancêtre Crabbet.

## Biographie

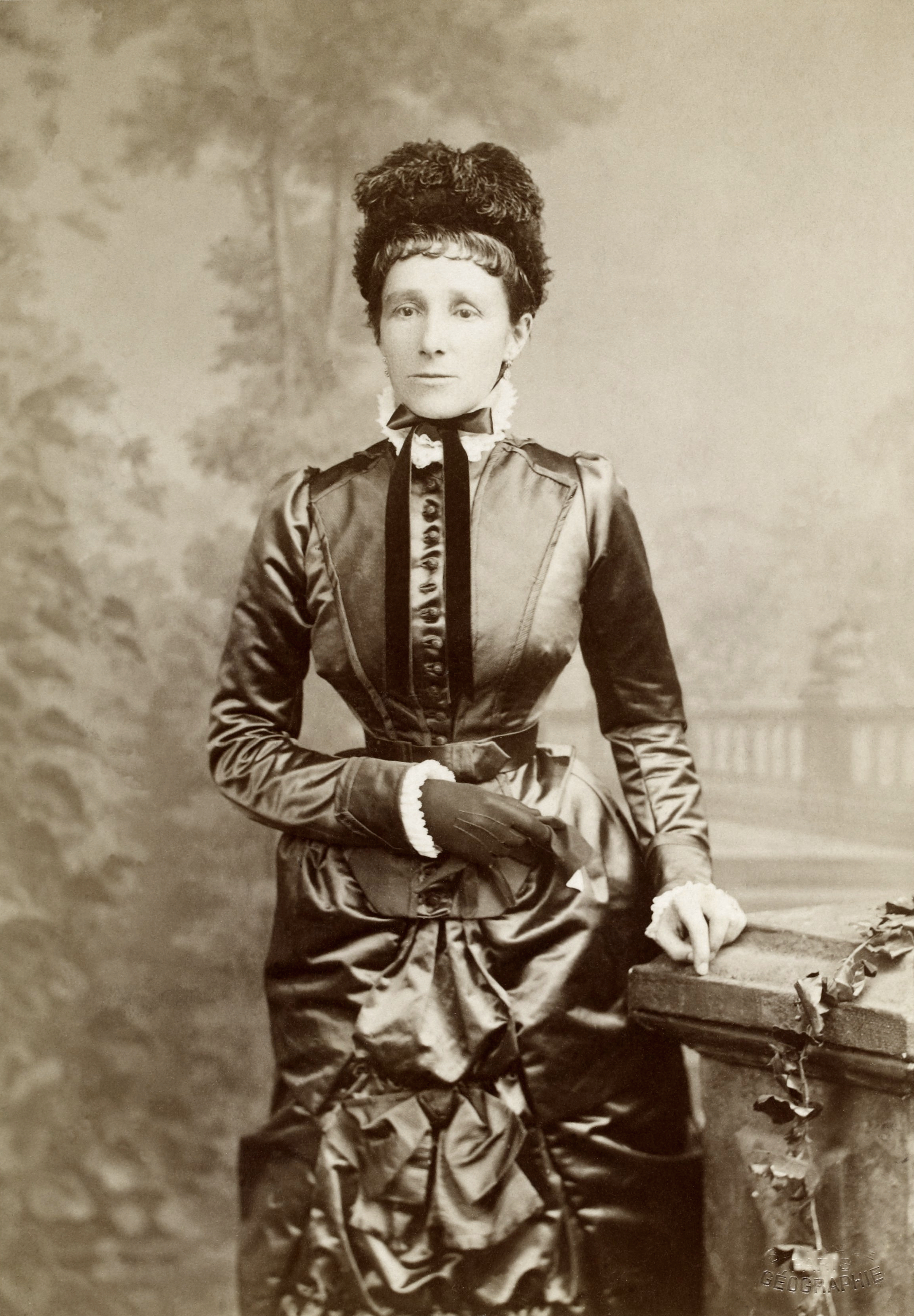
Lady Anne Blunt en 1883

Ses parents sont William King, 1er comte de Lovelace et Ada Lovelace, comtesse de Lovelace, considérée comme la première programmeuse. Elle est la petite-fille du poète Lord Byron et d'Annabella Byron, et est connue dans son enfance comme « Annabella », d'après le prénom de sa grand-mère.
Lady Anne parle couramment français, allemand, italien, espagnol et arabe. Elle est une violoniste qualifiée et une artiste douée qui a étudié le dessin avec John Ruskin. Elle éprouve depuis l'enfance une passion pour les chevaux. Elle est une écuyère accomplie. Son intérêt pour les chevaux arabes, combinée avec l'intérêt de Wilfrid pour la politique dans le Moyen-Orient, la pousse à sauver la race équine arabe, au cours de leurs nombreux voyages dans la région.
Les livres qui lui sont attribués, Les tribus bédouines de l'Euphrate et Un pèlerinage dans le Nedjd, sont basés sur ses journaux, mais sont largement édités ou réécrits par son mari.
Le mariage de Lady Anne Blunt en 1869, n'est pas très heureux : de nombreuses grossesses et fausses couches, dont un seul enfant survivant, Judith Blunt-Lytton, 16e baronne Wentworth.
Après s'être séparée de son mari, Lady Anne passe plusieurs mois par an à sa ferme de Sheykh Obeyd, près du Caire, de 32 acres, un verger d'abricotiers acheté en 1882, et un élevage de chevaux. Leur fille Judith a vécu à temps plein dans la propriété de Crabbet, avec mari et enfants. Abandonnant finalement la direction à Judith, Lady Anne quitte définitivement l'Angleterre en 1915, et passe les dernières années de sa vie à Sheykh Obeyd.